# Eremiaphila fraseri
Eremiaphila fraseri är en bönsyrseart som beskrevs av Boris Petrovich Uvarov 1921. Eremiaphila fraseri ingår i släktet Eremiaphila och familjen Eremiaphilidae. Inga underarter finns listade i Catalogue of Life.